# Burg (Altos Pirineos)

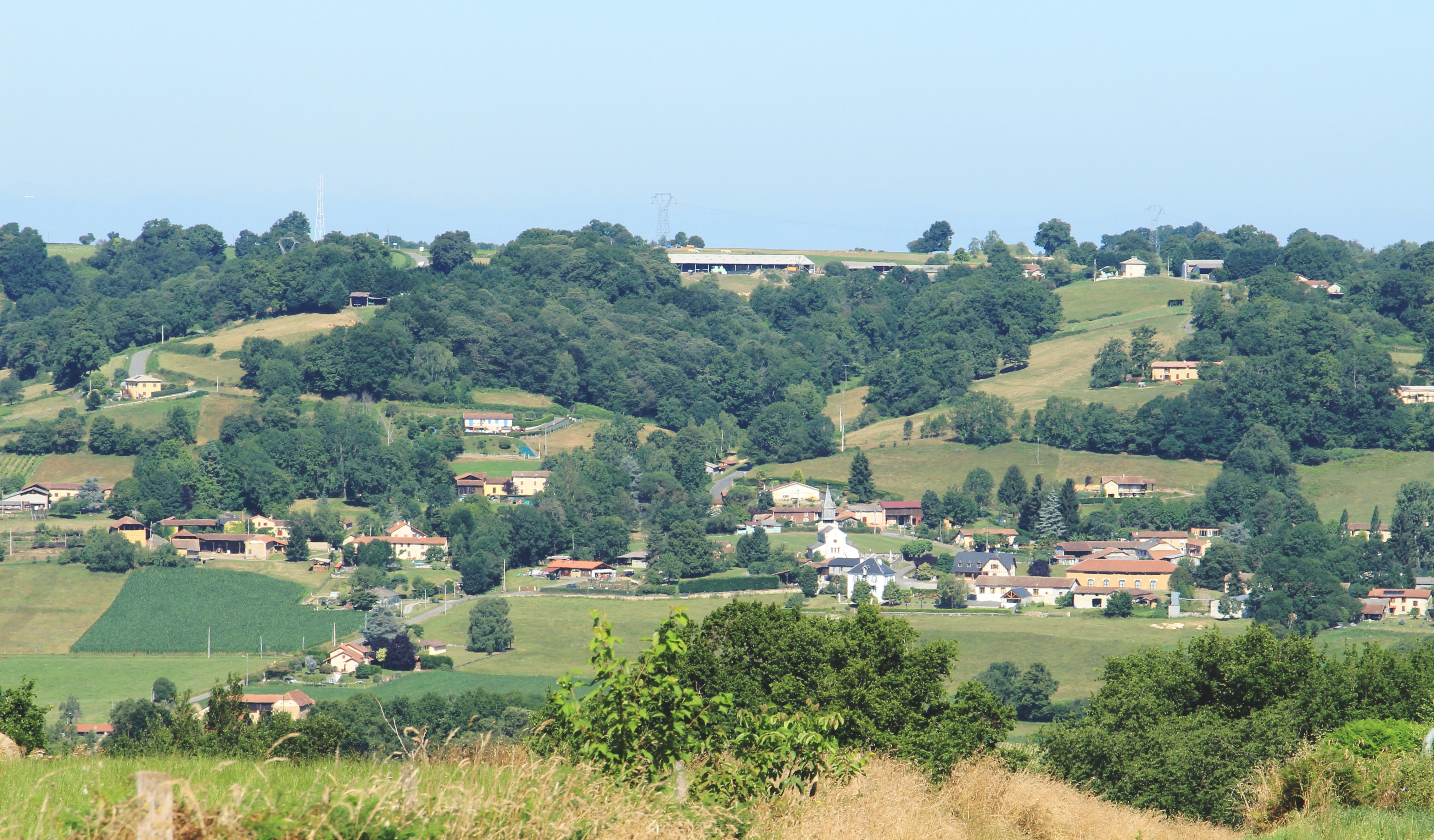
Burg.

 Burg  es una comuna y población de Francia, en la región de Mediodía-Pirineos, departamento de Altos Pirineos, en el distrito de Tarbes y cantón de Tournay.
Su población en el censo de 1999 era de 267 habitantes.
Está integrada en la Communauté de communes du Canton de Tournay.